# Goa Vikas Party
El Goa Vikas Party (GVP) és un partit polític de l'Índia, a l'estat de Goa, liderat per Francisco Pacheco.
Fou fundat pel difunt Sitaram Bandodkar i Pacheco, que va abandonar el Nationalist Congress Party el va reviure i va aconseguir dos diputats a les eleccions de 2012 dins de la coalició de la National Democratic Alliance (NDA) dirigida pel Bharatiya Janata Party (BJP). Utilitza els colors verd sobre safrà. No disposa d'emblema, ja que no és un partit reconegut oficialment.